# ییژی تاباک
ییژی تاباک (چکی: Jiří Tabák؛ زادهٔ ۸ اوت ۱۹۵۵) ژیمناست هنری اهل چکسلواکی بود.
وی در مسابقات کشوری و بین‌المللی در مجموع برندهٔ ۱ مدال طلا، ۳ مدال برنز شده‌است.